# محسن قاضی‌مرادی
محسن قاضی‌مرادی (۱۱ شهریور ۱۳۲۰ – ۲۵ فروردین ۱۴۰۰) بازیگر اهل ایران بود. او فارغ‌التحصیل مدرسه عالی مدیریت تهران بود و بازی در سینما را از سال ۱۳۵۱ با فیلم حسن سیاه (بدون ذکر در شناسنامه فیلم) به کارگردانی پرویز اصانلو آغاز کرد. او همسر مهوش وقاری بود.

## زندگی
محسن قاضی‌مرادی ۱۱ شهریور ۱۳۲۰ خورشیدی در تهران متولد شد. او فارغ‌التحصیل مدرسه عالی مدیریت تهران بود و پیش از بازیگری به عنوان معلم در آموزش و پرورش به تدریس پرداخت. این بازیگر با مهوش وقاری، بازیگر سینما و تلویزیون که در برخی پروژه‌های سینما و تلویزیون نیز هم‌بازی بودند؛ ازدواج کرد. آشنایی این دو بازیگر به همکاری در دفتر کل تربیت معلم در ۱۳۵۶ خورشیدی بازمی‌گردد که پس از سه سال در ۲۰ شهریور ۱۳۵۹ به ازدواج منجر شد.

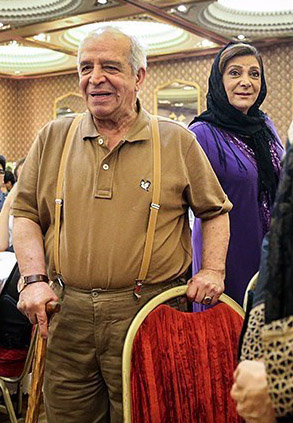
قاضی‌مرادی و مهوش وقاری در جشن-۱۶ روز ملی سینما، شهریور ۱۳۹۳ (خورشیدی)

قاضی مرادی بازیگری را از سال ۱۳۵۱ با فیلم حسن سیاه به کارگردانی پرویز اصلانی آغاز کرد، پس از کسب تجربه در این فیلم سینمایی به تلویزیون راه یافت و در چند تله تئاتر ایفای نقش کرد و پس از آن با بازی در سریال‌های تلویزیونی و فیلم‌های سینمایی شناخته شد.
محسن قاضی مرادی با کت جادویی در سال ۱۳۷۸ دیده شد و پس از آن در سریال همسایه‌ها، هزاران چشم و پشت کنکوری‌ها به شهرت رسید.
او برای بازی در فیلم سینمایی «ما همه خوبیم» ساخته بیژن میرباقری تندیس بهترین بازیگر نقش دوم مرد را از نهمین جشن خانه سینما دریافت کرد.
محسن قاضی مرادی آخرین بار در فیلم سینمایی «ورود و خروج ممنوع» به عنوان پدر خسرو (هادی کاظمی) حضور داشت
محسن قاضی مرادی در سال‌های پایانی زندگی به بیماری پارکینسون مبتلا شد. در واقع اولین علائم این بیماری از سال ۱۳۸۲ در این بازیگر آغاز شد و به مرور شدت گرفت.
در ابتدا تنها مشکلی که به شکل حاد در او وجود داشت لرزش دست‌ها بود، اما به مرور مشکل بلع، حرکت و قدرت تکلم نیز به آن اضافه شد و محسن قاضی مرادی را خانه نشین کرد.

## بیماری و درگذشت

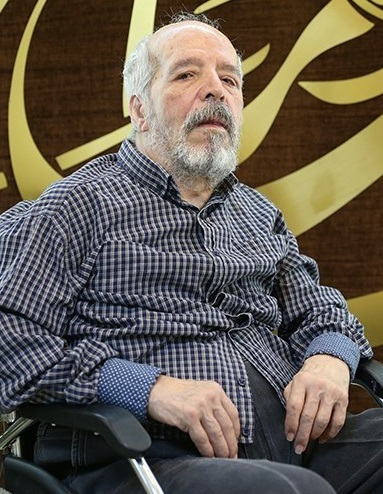
تیر ۱۳۹۷

محسن قاضی مرادی چندین سال بود که از بیماری پارکینسون و مشکلات ناشی از آن رنج می‌برد. او سرانجام در شامگاه ۲۵ فروردین ۱۴۰۰ در ۷۹ سالگی، بر اثر عوارض این بیماری و کهولت سن در خانه خود در تهران درگذشت.

## فیلم‌شناسی

### سینما
1. ورود و خروج ممنوع (۱۳۹۸)
2. نهنگ عنبر ۲ (۱۳۹۵)
3. خانه کاغذی (۱۳۹۵)
4. پیتزا مخلوط (۱۳۸۹)
5. همه چی آرومه (۱۳۸۹)
6. چراغ قرمز (۱۳۸۸)
7. شیر و عسل (۱۳۸۸)
8. یک جیب پر پول (۱۳۸۸)
9. آقای هفت‌رنگ (آقای دزد) (۱۳۸۷)
10. پسر آدم، دختر حوا (۱۳۸۷)
11. یک وجب از آسمان (۱۳۸۷)
12. خواب لیلا (۱۳۸۶)
13. دایره زنگی (۱۳۸۶)
14. بی‌وفا (۱۳۸۵)
15. سوغات فرنگ (۱۳۸۵)
16. قاعده بازی (۱۳۸۵)
17. مادرزن سلام (۱۳۸۵)
18. تقاطع (۱۳۸۴)
19. اسپاگتی در هشت دقیقه (۱۳۸۳)
20. در به درها (۱۳۸۳)
21. ما همه خوبیم (۱۳۸۳)
22. الهه زیگورات (۱۳۸۲)
23. بابا عزیز (۱۳۸۲)
24. برگ برنده (۱۳۸۲)
25. صبحانه‌ای برای دو نفر (۱۳۸۲)
26. رسم عاشق‌کشی (۱۳۸۱)
27. غوغا (۱۳۸۱)
28. خانه‌ای روی آب (۱۳۸۰)
29. نگین (۱۳۸۰)
30. زیر پوست شهر (۱۳۷۹)
31. سگ‌کُشی (۱۳۷۹)
32. قطعه ناتمام (۱۳۷۹)
33. مسافر ری (۱۳۷۹)
34. مرد بارانی (۱۳۷۸)
35. هتل کارتن (۱۳۷۵)
36. غزال (۱۳۷۴)
37. یکبار برای همیشه (۱۳۷۱)
38. اوینار (۱۳۷۰)
39. دختر شیرینی فروش
40. نار و نی (۱۳۶۷)

### تلویزیون
| سال       | نام                              | سمت          | کارگردان                           | توضیحات                                                               |
| --------- | -------------------------------- | ------------ | ---------------------------------- | --------------------------------------------------------------------- |
| ۱۳۹۴      | شمعدونی                          | بازیگر       | سروش صحت                           | شبکه۳                                                                 |
| ۱۳۹۳      | راه شیری                         | بازیگر       | گروه کارگردانان                    | شبکه ۲ تولید این مجموعه، از سال ۱۳۸۷ آغاز شد.                         |
| ۱۳۹۲–۱۳۹۳ | هفت‌سنگ                           | بازیگر مهمان | علیرضا بذرافشان                    | شبکه ۳                                                                |
| ۱۳۹۱      | چمدان                            | بازیگر       | خسرو ملکان                         | شبکه ۲                                                                |
| ۱۳۹۱      | تله‌فیلم یک تصادف ساده            | بازیگر       | علیرضا امینی                       |                                                                       |
| ۱۳۹۱      | تله‌فیلم نامه‌های خیس              | بازیگر       | مرجان اشرفی‌زاده                    |                                                                       |
| ۱۳۹۰      | چهار چرخ                         | بازیگر       | جواد مزدآبادی                      | شبکه ۳                                                                |
| ۱۳۸۸      | تله‌فیلم مهمان بابا               | بازیگر       | جواد مزدآبادی                      | در عید فطر ۱۳۸۸ از شبکه ۵ پخش شد.                                     |
| ۱۳۸۸      | تله‌فیلم اتوبوس                   | بازیگر       | محمدمهدی عسگرپور                   |                                                                       |
| ۱۳۸۸      | عید امسال                        | بازیگر       | سعید آقاخانی                       |                                                                       |
| ۱۳۸۸      | دفترخانه شماره ۱۳                | بازیگر       | سید وحید حسینی                     | شبکه ۱                                                                |
| ۱۳۸۷–۱۳۸۸ | همه بچه‌های من                    | بازیگر       | مرضیه برومند                       | کارگردان تلویزیونی: «مسعود فروتن»                                     |
| ۱۳۸۷      | تله‌فیلم شاخ‌به‌شاخ                 | بازیگر       | سعید آقاخانی                       | شبکه ۱                                                                |
| ۱۳۸۷      | تله‌فیلم پاپوش                    | بازیگر       | اسماعیل فلاح‌پور                    | شبکه ۳                                                                |
| ۱۳۸۷      | طلاق در وقت اضافه                | بازیگر       | سیدمحسن یوسفی                      |                                                                       |
| ۱۳۸۷      | چشم بلبلی                        | بازیگر       | فروزان زاهدبیگی                    | برنامه کودک و نوجوان شبکه ۲ کارگردان تلویزیونی: «زهره جهانی»          |
| ۱۳۸۶–۱۳۸۷ | پاتوق                            | بازیگر مهمان | شاهین باباپور                      |                                                                       |
| ۱۳۸۶      | آرزوهای شیرین                    | بازیگر       | وحید حسینی                         |                                                                       |
| ۱۳۸۶      | یک‌وجب خاک                        | بازیگر       | علی عبدالعلی‌زاده                   |                                                                       |
| ۱۳۸۲–۱۳۸۶ | چهل سرباز                        | بازیگر       | محمد نوری‌زاد                       | شبکه ۲                                                                |
| ۱۳۸۶–۱۳۸۵ | شکر تلخ                          | بازیگر       | احمد کاوری                         | شبکه ۲ محصول سیمای مرکز ایلام                                         |
| ۱۳۸۵      | قرارگاه مسکونی                   | بازیگر       | سید جواد رضویان                    | در نوروز ۱۳۸۷ از شبکه تهران پخش شد.                                   |
| ۱۳۸۵      | صاحبدلان                         | بازیگر       | محمدحسین لطیفی                     |                                                                       |
| ۱۳۸۵      | وفا                              | بازیگر       | محمدحسین لطیفی                     |                                                                       |
| ۱۳۸۳–۱۳۸۴ | فرار بزرگ                        | بازیگر       | محمدحسین لطیفی                     |                                                                       |
| ۱۳۸۳      | من یک مستأجرم                    | بازیگر       | پریسا بخت آور                      | شبکه ۳                                                                |
| ۱۳۸۳      | این سه نفر                       | بازیگر       | در نقش پوستی                       | نوروز ۸۳ از شبکه ۳                                                    |
| ۱۳۸۲      | معصومیت ازدست‌رفته                | بازیگر       | داوود میرباقری                     | در نقش معقل                                                           |
| ۱۳۸۲–۱۳۸۳ | مسافر پردردسر                    | بازیگر       | شاهرخ حمیدی‌مقدم                    | تهیه شده برای سیمای کُردی شبکهٔ جهانی سحر                               |
| ۱۳۸۱      | سفر سبز                          | بازیگر       | محمدحسین لطیفی                     | در محرم ۱۳۸۱ از شبکه سه پخش شد.                                       |
| ۱۳۸۱      | مهمان‌پذیر طوبی                   | بازیگر مهمان | منوچهر پور احمد                    | در نوروز ۱۳۸۳ از شبکه ۱ پخش شد.                                       |
| ۱۳۸۱      | پشت کنکوری‌ها                     | بازیگر       | پریسا بخت‌آور                       | شبکه ۵                                                                |
| ۱۳۸۷      | تله‌فیلم وقتی نبودم               | بازیگر       | داریوش یاری                        | شبکه جهانی جام‌جم                                                      |
| ۱۳۸۰      | هزاران چشم                       | بازیگر       | کیانوش عیاری                       | شبکه ۳ این سریال در آغاز، «دو راهه» نام داشت.                         |
| ۱۳۸۰      | عشق سال‌های جنگ                   | بازیگر       | علی بهادر                          | شبکه ۳                                                                |
| ۱۳۸۰      | کارآگاه شمسی و دستیارش مادام     | بازیگر مهمان | مرضیه برومند                       | بازی در اپیزود «ژاکتی با یک آستین»                                    |
| ۱۳۸۰–۱۳۷۹ | نیستان                           | بازیگر       | حسین مختاری                        | شبکه ۳                                                                |
| ۱۳۷۹      | دختران                           | بازیگر مهمان | اصغر توسلی                         | بازی در اپیزود «در میان»                                              |
| ۱۳۷۹      | همسایه‌ها                         | بازیگر       | محمدحسین لطیفی                     | شبکه ۳                                                                |
| ۱۳۷۹      | این یک دادگاه نیست               | بازیگر       | اصغر توسلی                         | شبکه تهران                                                            |
| ۱۳۷۸      | این چند نفر                      | بازیگر       | مهران غفوریان                      | شبکه ۳                                                                |
| ۱۳۷۷–۱۳۷۸ | کت جادویی                        | بازیگر       | محمدحسین لطیفی                     | شبکه ۳                                                                |
| ۱۳۷۷–۱۳۷۸ | بگذار آفتاب برآید                | بازیگر مهمان | حسین مختاری                        | شبکه ۳                                                                |
| ۱۳۷۷–۱۳۷۸ | عید آن سال‌ها                     | بازیگر       | سعید ابراهیمی‌فر                    | شبکه ۲                                                                |
| ۱۳۷۷      | روزگار جوانی                     | بازیگر مهمان | شاپور قریب اصغر توسلی              |                                                                       |
| ۱۳۷۷      | ماجراهای خانواده تمدن (سری اول)  | بازیگر       | غلامعباس قنبری امیرمسعود تیمورخواه | هر روز ظهر، از برنامه سیمای خانواده شبکه ۱ پخش می‌شد.                  |
| ۱۳۷۵      | صد سال به این سال‌ها              | بازیگر       | بیژن صمصامی                        | در برنامه کودک و نوجوان پخش می‌شد.                                     |
| ۱۳۷۴      | قصه شب سیما                      | بازیگر       | مسعود فروتن                        | اپیزود به سوی زندگی شبکه اول                                          |
| ۱۳۷۴      | علی‌آقا ۱۲۱                       | بازیگر       | محمد صالح علا                      | شبکه ۲                                                                |
| ۱۳۷۳–۴    | همسران                           | بازیگر       | بیژن بیرنگ مسعود رسام              | شبکه ۲                                                                |
| ؟         | رنگ خیال                         | بازیگر       | علی بیابانی                        | در نیمه دوم دهه هفتاد پخش می‌شد.                                       |
| ؟         | یه بوم و دو هوا                  | بازیگر مهمان | یوسف صیادی                         | در نیمه دوم دهه هفتاد پخش می‌شد.                                       |
| ۱۳۷۰      | شما بگوئید چه کنم؟               | بازیگر       | حسین فردرو                         | آیتمهای نمایشی با مضمون مسائل آموزشی خانواده‌ها که از شبکه ۲ پخش می‌شد. |
| ۱۳۶۶      | تله‌تئاتر سیاهی لشکر              | بازیگر       | رسول نجفیان                        | کارگردان تلویزیونی: «امیر آقامیری»                                    |
| ۱۳۶۶      | تله‌تئاتر عزیز گلاب خانم          | بازیگر       | رسول نجفیان                        | کارگردان تلویزیونی: «شیرین جاهد»                                      |
| ۱۳۶۶      | تله‌تئاتر ماجراهای رونالد و مادرش | بازیگر       | حسین پناهی                         | کارگردان تلویزیونی: «شیرین جاهد»                                      |
| ۱۳۶۵      | تله‌تئاتر به سبک آمریکایی         | بازیگر       | رسول نجفیان                        | کارگردان تلویزیونی: «شیرین جاهد»                                      |
| ۱۳۶۵      | تله‌تئاتر تصادفی                  | بازیگر       | رسول نجفیان                        | کارگردان تلویزیونی: «شیرین جاهد»                                      |

### شبکه نمایش خانگی
| سال  | نام مجموعه | سمت    | کارگردان      | توضیحات           |
| ---- | ---------- | ------ | ------------- | ----------------- |
| ۱۳۹۷ | هیولا      | بازیگر | مهران مدیری   | پخش در شبکه خانگی |
| ۱۳۹۴ | دندون طلا  | بازیگر | داود میرباقری | پخش در شبکه خانگی |
| ۱۳۹۱ | ویلای من   | بازیگر | مهران مدیری   | پخش در شبکه خانگی |
| ۱۳۸۲ | بابا عزیز  | بازیگر | ناصر خمیر     | پخش در شبکه خانگی |